# Costus afer
Costus afer là một loài thực vật có hoa trong họ Costaceae. Loài này được Ker Gawl. mô tả khoa học đầu tiên năm 1823.

## Hình ảnh

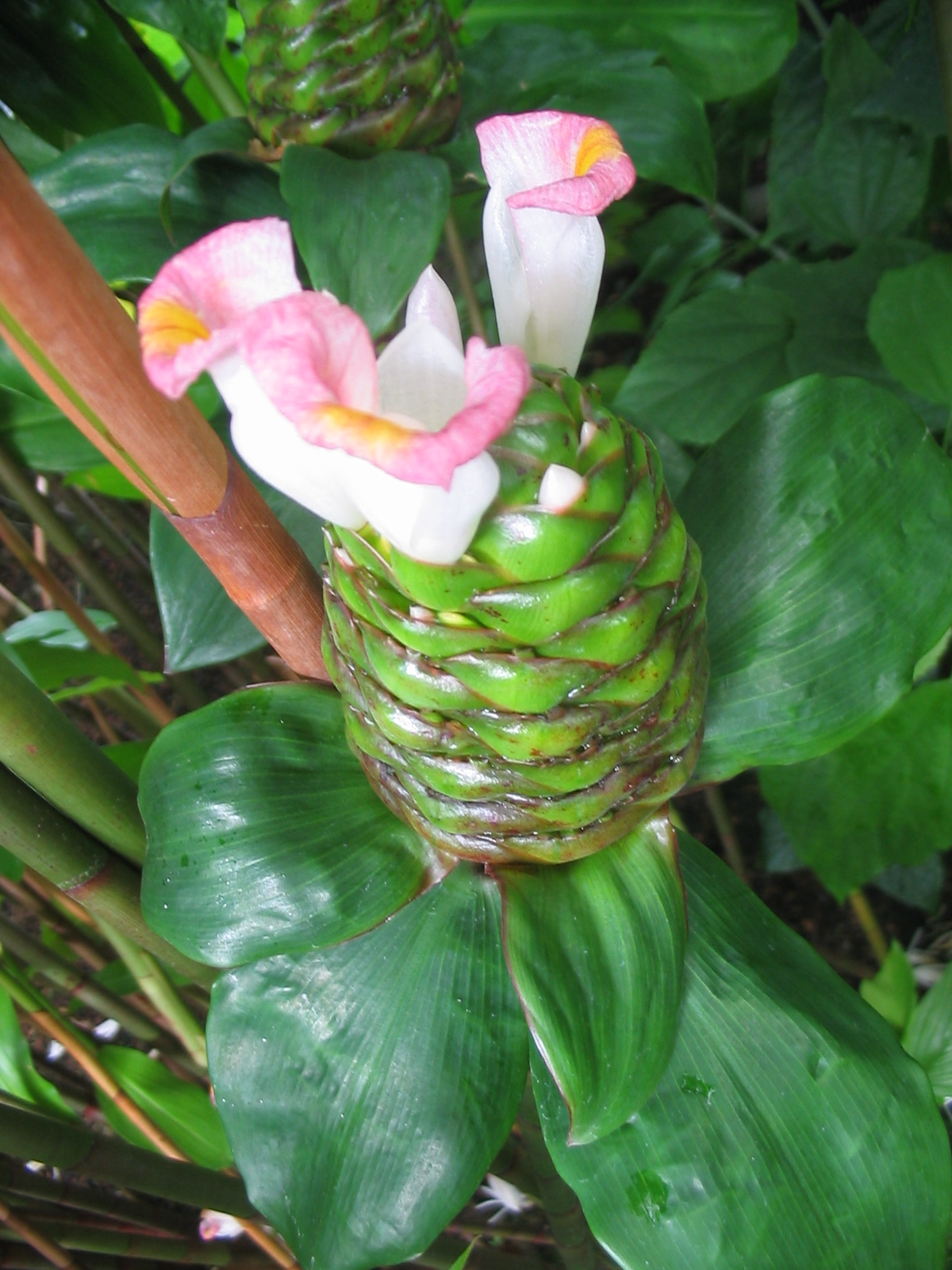